# Elisabeth Ganswindt
Elisabeth Ganswindt (* 30. Mai 1900 in Kalthof; † 27. August 1983 in Stade) war eine deutsche Politikerin (CDU).

## Leben und Beruf
Ganswindt arbeitete von 1926 bis 1928 als Jugendfürsorgerin an der Wohlfahrtsschule des Katholischen Frauenbundes Deutschland (KFB) in Berlin-Charlottenburg. 1928/29 absolvierte sie eine Ausbildung für die Weibliche Kriminalpolizei in Berlin. Sie arbeitete zunächst in Berlin, wechselte 1931 zur Kriminalpolizei nach Danzig und war seit 1940 in gleicher Funktion in Hamburg tätig. Nach einem Dienstunfall wurde sie 1947 pensioniert. Ganswindt wirkte bis 1955 als ehrenamtliche Hauptfürsorgerin beim Verband der Caritas in Hamburg und war seit 1953 Mitglied der Deputation der Hamburger Jugendbehörde.

## Partei
Ganswindt war seit 1950 Mitglied der CDU.

## Abgeordnete
Ganswindt gehörte dem Deutschen Bundestag vom 9. November 1955, als sie für den verstorbenen Abgeordneten Hans Griem nachrückte, bis 1957 an. Sie war über die Landesliste Hamburg ins Parlament eingezogen.